# جيمس وليامز (سياسي أمريكي)
جيمس وليامز (بالإنجليزية: James Williams) هو سياسي أمريكي، ولد في 4 أغسطس 1825 في فيلادلفيا في الولايات المتحدة، وتوفي في 12 أبريل 1899 في سميرنا في الولايات المتحدة. حزبياً، نشط في الحزب الديمقراطي. وقد انتخب member of the Delaware House of Representatives ‏ وانتخب عضو مجلس ولاية ديلاوير وانتخب عضو مجلس النواب الأمريكي عن دائرة Delaware's at-large congressional district ‏ (4 مارس 1875 – 3 مارس 1879).